# Phlogophora styx
Phlogophora styx är en fjärilsart som beskrevs av Holloway 1976. Phlogophora styx ingår i släktet Phlogophora och familjen nattflyn. Inga underarter finns listade i Catalogue of Life.